# Петър Сотиров
Петър Георгиев Сотиров (на полски: Petar Sotirow) е български и полски славист социолингвист.

## Биография
Роден е през 1958 година в град Петрич. Родителите на баща му са от село Календра, Серско, а тези на майка му - от Крушево, Демирхисарско. Завършва гимназия „Пейо К. Яворов“ в родния си град, а по-късно българска филология в Софийския университет „Св. Климент Охридски“. Защитава докторат в България, титлата хабилитиран доктор придобива в Полша.
Работи в Софийския университет (1986 – 1996), университета „Лайош Кошут“ в Дебрецен (1996 – 2000), а от 2000 г. е професор на университета „Мария Кюри-Склодовска“ в Люблин. В периода 2001 – 2017 е ръководител на Катедрата по славянско езикознание на Люблинския университет.
Петър Сотиров е автор на изследвания в областта на социолингвистиката, езиковото поведение на българските емигрантски общности, психолингвистиката и приложната лингвистика. Участник в международния проект Eзиковата картина на света на славяните и техните съседи в сравнителна перспектива EUROJOS, инициатор и съавтор на двутомния Българско-полски речник на разговорната лексика (2011, 2013).
Петър Сотиров е член на Международното социолингвистическо дружество със седалище в София (от 1995) и Комисията по социолингвистика към Международния комитет на славистите (от 2014). Член на редакционните колегии на сп. „Стратегии на образователната и научната политика“ (от 2012), „Известия на института за български език“ (от 2021). Съосновател и главен редактор е на списание „Кирило-Методиевски записки“ (от 2012).